# Asher Brown Durand
Asher Brown Durand (ur. 21 sierpnia 1796, zm. 17 września 1886) – amerykański malarz i rytownik.
Początkowo zajmował się rytownictwem i malarstwem portretowym. W latach 30. XIX wieku zaczął malować pejzaże i stał się jednym z głównych przedstawicieli Hudson River School. Inspirację czerpał z twórczości Thomasa Cole`a, któremu zadedykował swój najsłynniejszy obraz Pokrewne dusze (1849). W 1826 był jednym z założycieli National Academy of Design i prezesem w latach 1845-1861.

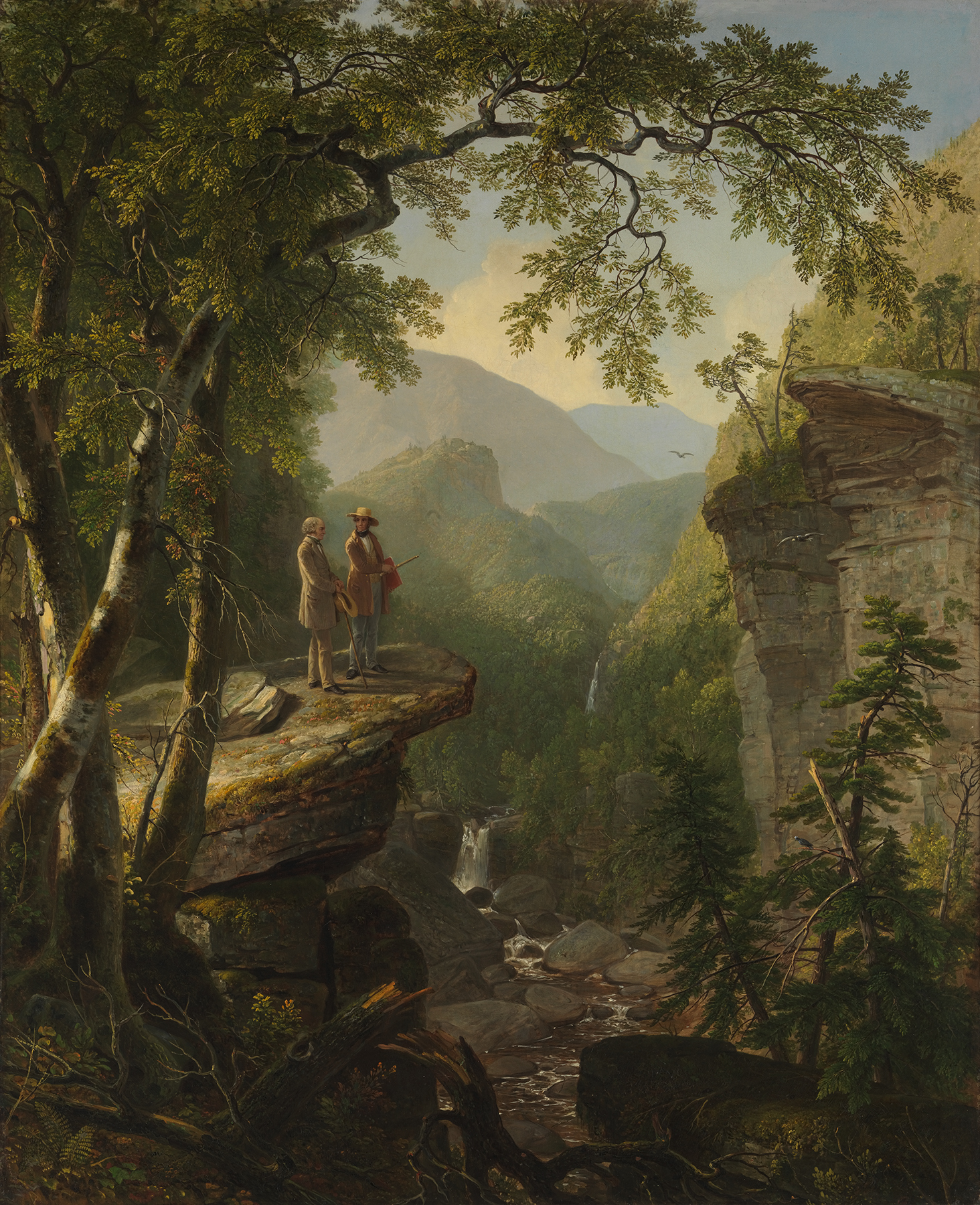
Pokrewne dusze, (Kindred Spirits), 1849, New York Public Library